# Slobidka-Rîhtivska, Camenița
Slobidka-Rîhtivska (în ucraineană Слобідка-Рихтівська) este localitatea de reședință a comunei Slobidka-Rîhtivska din raionul Camenița, regiunea Hmelnîțkîi, Ucraina.

## Demografie
Componența lingvistică a localității Slobidka-Rîhtivska
     Ucraineană (98,69%)
     Alte limbi (1,05%)
Conform recensământului din 2001, majoritatea populației localității Slobidka-Rîhtivska era vorbitoare de ucraineană (98,69%), existând în minoritate și vorbitori de alte limbi.